# 佐藤梨紗
佐藤 梨紗（さとう　りさ、1989年5月27日 - ）は、東京都出身の子役。血液型はO型である。キリンプロ所属。

## 出演歴

### テレビ

#### テレビ朝日
- 爆竜戦隊アバレンジャー第16話
- 特捜戦隊デカレンジャー第3話

#### テレビ東京系列
- エコエコアザラク第5話 － 由比奈の友人B 役

### 雑誌
- スコラ2004年5月号
- ピュアピュア PurePure